# Joachim Krecher
Joachim Krecher (* 10. Juli 1933 in Dresden; † 12. Dezember 2020 in Münster) war ein deutscher Altorientalist.

## Leben
Nach der Promotion 1963 in Heidelberg („Sumerische Kultlyrik“) und der Habilitation („Das Geschäftshaus Egibi in Babylon in neubabylonischer und achämenidischer Zeit“) 1970 an der Westfälischen Wilhelms-Universität in Münster lehrte er dort ab 1974 als Professor für altorientalische Philologie.
Mitte der 1980er Jahre leistete Krecher wichtige Beiträge zu den Ebla-Studien. Schwerpunkte seiner Forschungen waren die Grammatik, Orthographie, Phonologie der sumerischen Sprache sowie eine Methodologie der Sprachanalyse. In den 1990er Jahren war er Mitbegründer der Sumerian Grammar Discussion Group, die wichtige Impulse für die Entwicklung des Faches gab. Er war der erste Forscher, der eine Datenbank sumerischer Texte erstellte, für die er ein Suchprogramm schrieb, mit dem sich komplizierte Suchen durchführen ließen. 1997 übergab er die Datenbank dem Projekt Electronic Text Corpus of Sumerian Literature.

## Schriften (Auswahl)
- Sumerische Kultlyrik. Wiesbaden 1966, OCLC 823716326.
- Das Geschäftshaus Egibi in Babylon in neubabylonischer und achämenidischer Zeit. Münster 1970, OCLC 603753013.